# Ochoterenaea
Ochoterenaea  es un género de plantas con dos especies,  perteneciente a la familia de las anacardiáceas.

## Taxonomía
El género fue descrito por Fred Alexander Barkley y publicado en Bulletin of the Torrey Botanical Club 69: 442. 1942. La especie tipo es: Ochoterenaea colombiana F.A.Barkley

## Especies
| - Ochoterenaea colombiana F.A.Barkley - Ochoterenaea samo (Tul.) J.D.Mitch. |